# Басараб I
Басараб I Оснивач (рум. Basarab Întemeietorul, такође Басараб Велики ), у српским изворима познат као Иванко Басараба, био је војвода односно кнез Влашке (око 1310-1352). Први влашки владар.
Његова унука Ана Бесараб је последња царица Српског царства.

## Влада
На историјску позорницу је изгледа ступио у време рата између Угарске и православних држава на северу Балканског полуострва. Око 1324. постао је вазал угарског краља Карла I (1308-1342), који га је, међутим, после прозвао „неверним“, јер је, како је сматрао, заузео земље које припадају његовој круни.

## Породица Басараб
Бугарски бојар Басар je предак династије. Његов је гроб откривен у цркви Светих Четрдесет мученика у Трнову, где је сахрањен свети Сава. Владар управља уз помоћ бојарског савета.
Првобитно име му је било Басарабај, али је оно изгубило наставак -a када је ушло у румунски језик. Куманског је или печенешког порекла, а највероватније значи „отац који влада“. Басар је партицип презента глагола „владати“, чије изведенице су посведочене у старим и савременим кипчачким језицима. Румунски историчар Николаје Јорга сматра да је други део имена, –аба (отац), у ствари почасна титула, која се може наћи у неким куманским именима као нпр.: Тертероба, Арсланапа и Урсоба.

## Битке
Године 1330. краљ Карло I покренуо је поход на Влашку са циљем да поврати власт над њом. После тродневних борби, Басараб је 12. новембра победио угарске снаге у бици код Посаде, која је обележила крај угарске власти и настанак независне Влашке кнежевине.
Басараб је основао прву влашку владарску династију која је названа по њему — Басараба. Такође, због утицаја ове династије у Молдавији или Богданији, цела источна територија земље је названа Бесарабија.
Од средине 14. века па надаље његово име се јавља у српским, угарским, молдавским и пољским изворима као назив за Влашку, а од 15. века као назив за територију Буџаку између доњих токова река Прута и Дњестра. Назив Бесарабија се почео односити на целу област између Прута и Дњестра (тј. данашње Републике Молдавије).